# Shlomtzion
Shlomtzion (in ebraico: שלומציון, una contrazione di Shalom-Sion, o Peace-Sion, gioco di parole sul nome ebraico dell'unica regina regnante di Israele nella storia) è stato un partito politico israele. Fondato da Ariel Sharon nel 1977 prima delle elezioni di quell'anno, si è fuso nel Likud subito dopo l'inizio del mandato della Knesset.

## Storia
Durante gli anni '40 e '50, Sharon era un sostenitore del Mapai, il partito di sinistra dominante in Israele e il predecessore del moderno Partito Laburista. Tuttavia, fu determinante nel fondare il Likud nel luglio 1973 unendo la maggior parte dei partiti di destra nel paese; Gahal, Centro Libero, Lista Nazionale e il Movimento per un Grande Israele. Sharon fu eletto alla Knesset alle elezioni del dicembre 1973 nella lista di Likud, ma si ritirò dalla Knesset poco meno di un anno dopo.
Dal giugno 1975 al marzo 1976, Sharon fu un assistente speciale del Primo ministro Yitzhak Rabin. Tuttavia, con l'incombere delle elezioni del 1977, Sharon ha cercato di tornare al Likud e sostituire Menachem Begin a capo del partito. Suggerì Simkha Erlikh, che guidava il blocco del Partito Liberale nel Likud, come il più adatto rispetto a Begin a conseguire una vittoria elettorale, ma fu respinto. Successivamente tentò di unirsi all'Allineamento e poi al partito centrista Movimento Democratico per il Cambiamento, ma fu respinto da entrambi.
Dopo il suo tripudio, Sharon formò il suo partito, Shlomtzion. Il nuovo partito ha ottenuto due seggi alle elezioni, conquistate da Sharon e Yitzhak Yitzhaky. Tuttavia, il partito cessò di esistere quando si fuse con Likud il 5 luglio 1977 e Sharon fu nominato Ministro dell'Agricoltura. Nel 1980, Yitzhaky si staccò da Likud per formare il suo partito, Una Sola Israele.